# پیست امریکاس
پیست امریکاس (انگلیسی: Circuit of the Americas) یک پیست ورزش‌های موتوری در آستین، تگزاس، ایالات متحده آمریکا است.
این پیست که معمولاً برای مسابقات فرمول یک استفاده می‌شود در سال ۲۰۱۲ افتتاح شده و ظرفیت آن ۱۲۰٬۰۰۰ نفر است.

## نگارخانه

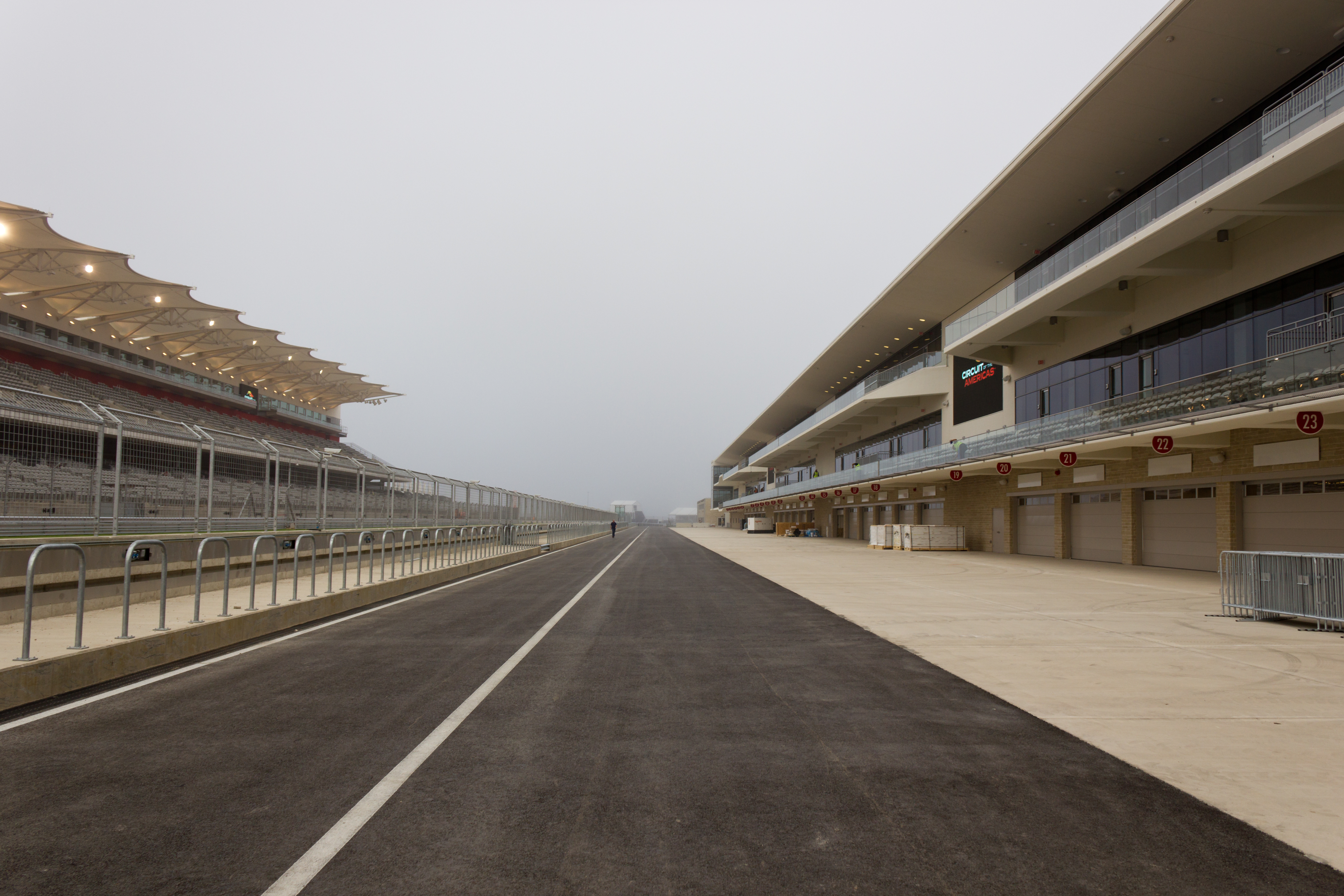
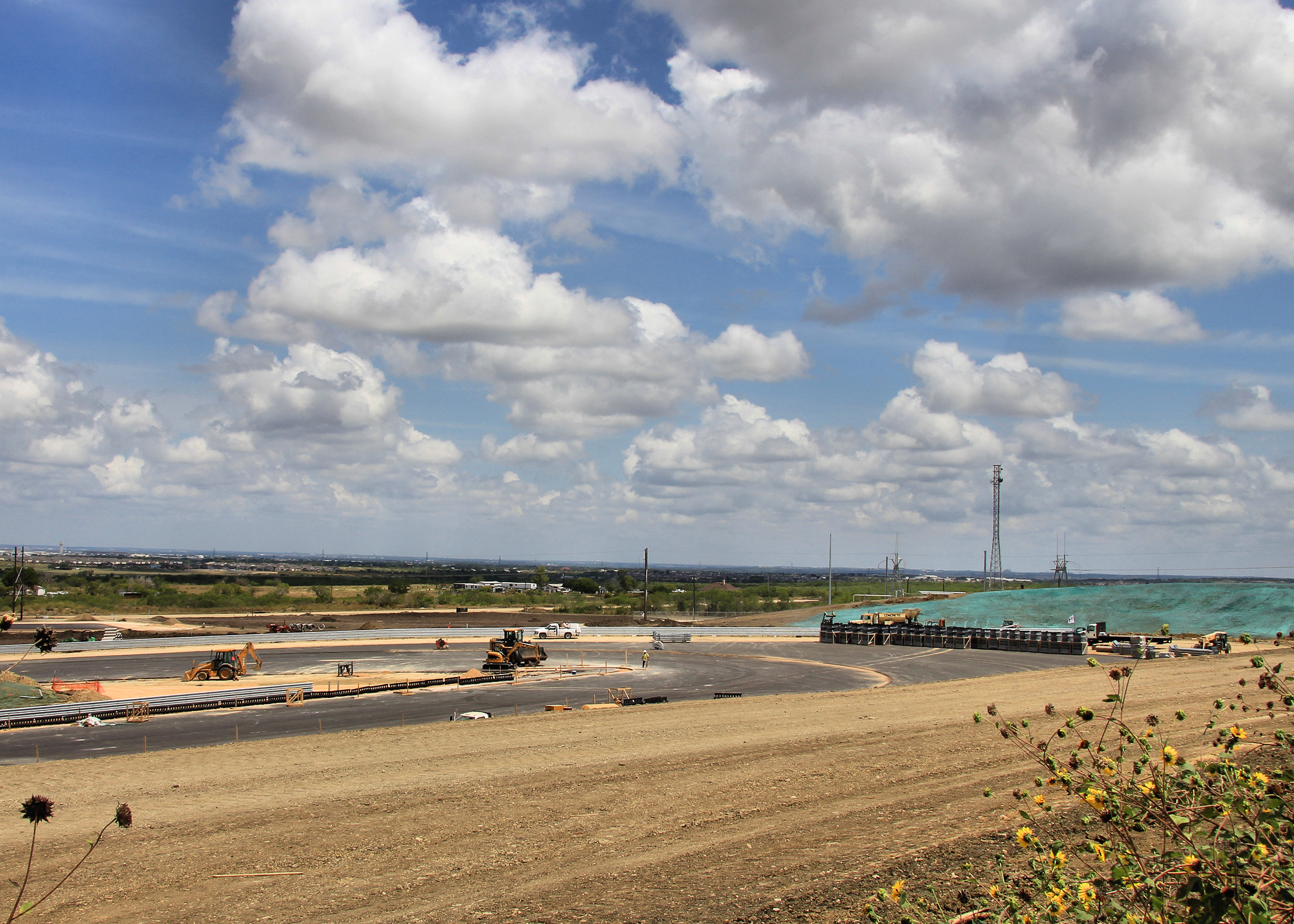
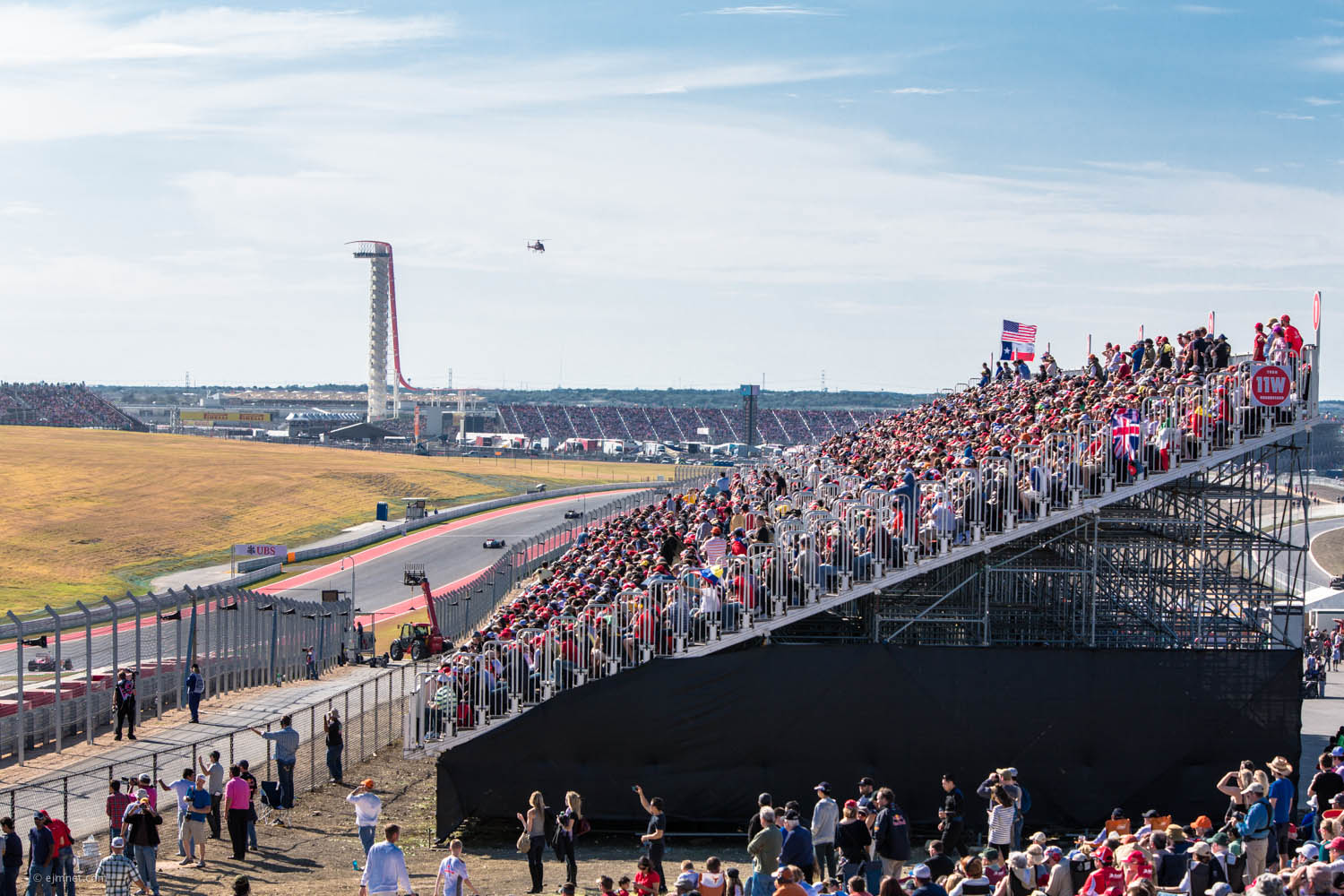
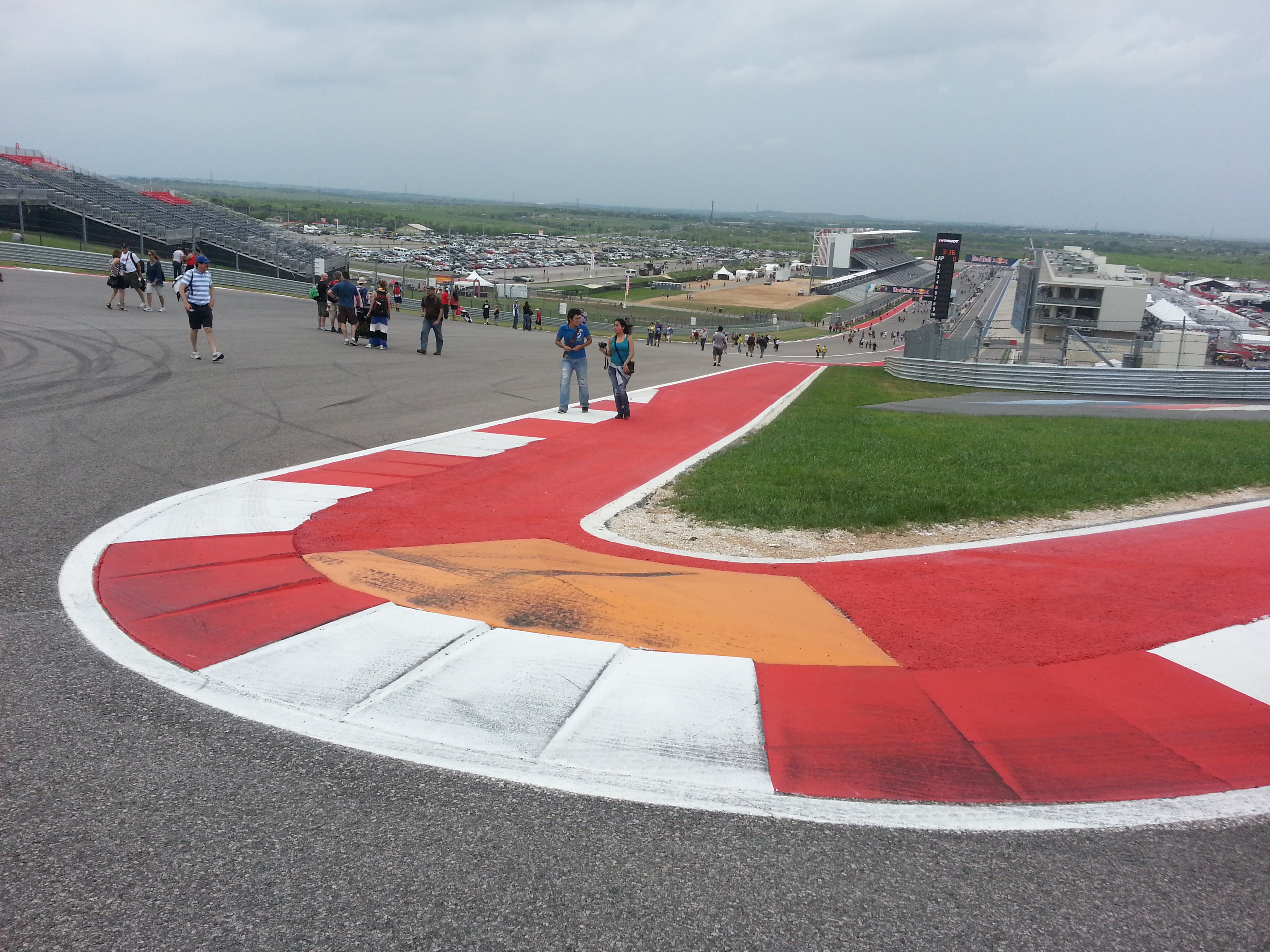